# Гунтар фон Хилдесхайм
Гунтар (на немски: Gunthar von Hildesheim, * Реймс, † 5 юли 835) е от 815 до 835 г. първият епископ на новооснованото от Лудвиг Благочестиви епископство Хилдесхайм.

## Управление
Гунтар строи през 815 г. капелата Мария и ок. 825 г. базилика, посветена на Света Цецилия, в която поставя нейни реликви, донесени от Рим. При разкопки в катедралата през 2010 – 2013 г. са намерени фундаментите на двата строежа.